# Edgar Moon

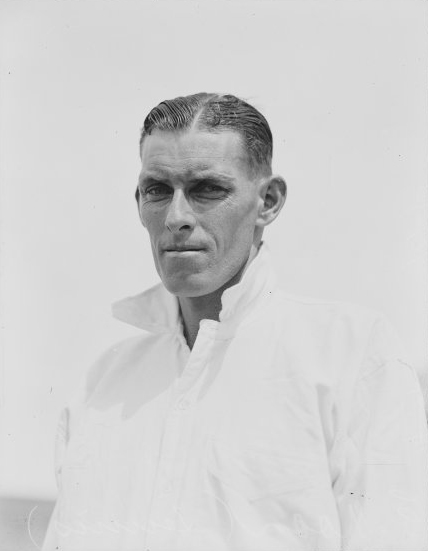
Edgar Moon etwa 1930

Edgar "Gar" Moon (* 3. Dezember 1904; † 26. Mai 1976) war ein australischer Tennisspieler.
Seinen ersten Titel bei den Australischen Tennismeisterschaften gewann er 1929 im Mixed zusammen mit Daphne Akhurst. 1934 konnte er im Mixed das zweite Mal triumphieren, diesmal mit Joan Hartigan.
1930 konnte er zudem die Australischen Meisterschaften im Herreneinzel siegreich gestalten. Er besiegte im Endspiel Harry Hopman mit 6:3, 6:1 und 6:3. Im Jahr 1932 siegte er außerdem mit Jack Crawford im Herrendoppel.